# Mweru

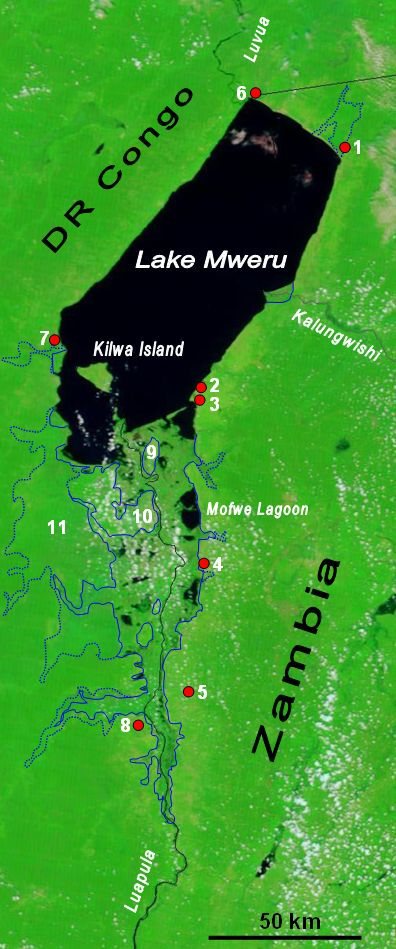
Mapa jeziora Mweru i rzeki Luapula

Mweru (ang. Lake Mweru, fr. Lac Moero) – jezioro tektoniczne w Afryce, położone na pograniczu Demokratycznej Republiki Konga i Zambii, ok. 150 km na zachód od jeziora Tanganika, w odgałęzieniu Wielkich Rowów Afrykańskich.
- Powierzchnia: 4920 km²
- Głębokość maksymalna: 15 m
- Wysokość: 931 m n.p.m.

Przez jezioro Mweru przepływa rzeka Luapula.
Jezioro Mweru zostało odkryte dla Europejczyków w 1867 roku przez Davida Livingstone’a.